# Deus ex machina (novela)
Deus ex machina (Dios está en la máquina) es una novela publicada por la Editorial de la Universidad Estatal a Distancia de Costa Rica que contiene dos novelas cortas de ciencia ficción del escritor costarricense Daniel Garro, una de las cuales, Objetivo Madre, fue galardonada con el primer lugar del Certamen Latinoamericano de Ciencia Ficción de 2009.

## Sinopsis

### Objetivo madre
Relata las peripecias de una nave de exploración enviada a estudiar un misterioso objeto desconocido que flota en el espacio y que podría significar la presencia de vida extraterrestre. Conforme se acercan al objeto suceden diferentes y extraños fenómenos en torno a la nave y uno de sus tripulantes percibe una conexión telepática con el objeto, que lo llevará a profundizar y enfrentar sus recuerdos y emociones reprimidas.

### El niño mariposa
Narra la invasión de una plaga insectos de origen extraterrestre en una lujosa base residencial para inquilinos de clase alta que orbita alrededor de la Luna. Estos insectos, llamados "ferrotófagos", se alimentan se metal y devoran el lugar poco a poco. El administrador de la base deberá lidiar no solo con la plaga, sino además con el caos desatado y los egos de sus poderosos y extravagantes inquilinos. Los ferrotófagos harán aparición otra vez en el relato apocalíptico Mi corazón de metal, que forma parte de la colección de relatos homónima publicada por Garro en el año 2013, con el sello Clubdelibros.